# Union sportive parisienne
L'Union sportive parisienne, abrégée en US parisienne, est un club de football français probablement fondé en 1897, disparu en 1909 et situé à Paris.
Le club participe dans les années 1900 pendant huit saisons au championnat de Paris organisé par l'Union des sociétés françaises de sports athlétiques. Cinq joueurs du club ont intégré l'équipe de France à ses débuts, dont trois lors du premier match de son histoire en 1904. L'inter droit Marius Royet portera même le premier record de sélections à neuf capes en 1908.
L'US parisienne participe en 1908 à l'un des premiers tournois internationaux de football et y affronte deux clubs turinois, le Foot-Ball Club Torino et le Foot-Ball Club Juventus. Relégué en 2e série en 1909 après huit saisons passées en 1er série, le club déclare forfait général pour la saison 1909-1910 et disparait.

## Historique
| Joueur           | Sél. | Période   | Tot. |
| ---------------- | ---- | --------- | ---- |
| Jacques Davy     | 1    | 1904      | 1    |
| Maurice Guichard | 2    | 1904-1905 | 2    |
| Marius Royet     | 9    | 1904-1908 | 9    |
| Georges Crozier  | 2    | 1905-1906 | 2    |
| Paul Zeiger      | 1    | 1907      | 1    |

L'Union sportive parisienne a probablement été fondée en 1897. En effet, le club termine à la septième place sur neuf équipes du championnat de 2e série des équipes secondes lors de la saison 1897-1898. Comme son nom l'indique, ce championnat regroupe quatorze équipes secondes de club disputant l'une des trois séries du championnat de France 1897-1898, alors uniquement disputé à Paris, mais aussi deux équipes premières de club nouvellement créés, à savoir la Nationale de Saint-Mandé et donc l'Union sportive parisienne,,.
Le club gravit ensuite les échelons et gagne sa place en 1re série du championnat de Paris pour la saison 1901-1902. Il y reste huit saisons consécutives, sans toutefois réussir à remporter la compétition. L'US parisienne participe aussi six fois à la Coupe Dewar entre 1903 et 1908, atteignant la finale en 1905.
Alors que de nombreux joueurs des clubs parisiens sont Britanniques, cinq joueurs de l'US parisienne ont pu intégrer l'équipe de France. Trois d'entre eux ont participé au premier match de l'histoire de l'équipe de France face à la Belgique en 1904 : le gardien Maurice Guichard, le demi centre Jacques Davy et l'inter droit Marius Royet. Jacques Davy ne doit sa sélection que grâce à un tirage au sort face à Émile Fontaine, douze joueurs ayant été convoqué par l'Union des sociétés françaises de sports athlétiques. Maurice Guichard connait une seconde sélection avant d'être remplacé par Georges Crozier, autre gardien de l'US parisienne, qui obtient lui aussi deux sélections. Marius Royet participe à neuf des dix premiers matchs de l'équipe de France. Il porte ainsi le premier record de sélections à neuf, avant d'être devancé en 1911 par la dixième sélection de Jean Rigal.
L'Union sportive parisienne participe en 1908 au Tournoi international de la Stampa Sportiva à Turin, l'un des premiers tournois internationaux de football. En demi-finale, le club affronte le Foot-Ball Club Torino et s'incline par quatre buts à zéro. Pour la troisième place, le club devait être opposé au Fribourg FC, mais le club allemand se retire de la compétition. À la place, l'US parisienne rencontre le Foot-Ball Club Juventus et perd par quatre buts à zéro.
L'US parisienne ne réapparait pas dans les compétitions parisiennes après la Première Guerre mondiale. Il est probable qu'à l'image de nombreux clubs, l'US parisienne n'ait pas survécu à la guerre.

## Couleurs
Le club jouait en rouge et noir.

## Bilan saison par saison
| Saison    | Championnat                 | Div. | Clas.  | Pts | J | V | N | D | Bp | Bc | Diff | Coupe Dewar     |
| --------- | --------------------------- | ---- | ------ | --- | - | - | - | - | -- | -- | ---- | --------------- |
| 1900-1901 | 2e série (Paris)            | 2    | ?      |     |   |   |   |   |    |    |      | non participant |
| 1901-1902 | 1re série (Paris)           | 1    | ? / 7  |     |   |   |   |   |    |    |      | non participant |
| 1902-1903 | 1re série (Paris)           | 1    | 3 / 8  |     |   |   |   |   |    |    |      | Demi-finale     |
| 1903-1904 | 1re série, groupe ? (Paris) | 1    | ? / 6  |     |   |   |   |   |    |    |      | Quart de finale |
| 1904-1905 | 1re série (Paris)           | 1    | ? / 12 |     |   |   |   |   |    |    |      | Finale          |
| 1905-1906 | 1re série (Paris)           | 1    | ? / 12 |     |   |   |   |   |    |    |      | Demi-finale     |
| 1906-1907 | 1re série (Paris)           | 1    | ? / 10 |     |   |   |   |   |    |    |      | Quart de finale |
| 1907-1908 | 1re série (Paris)           | 1    | ? / 10 |     |   |   |   |   |    |    |      | 1er tour        |
| 1908-1909 | 1re série (Paris)           | 1    | ? / 10 |     |   |   |   |   |    |    |      | ?               |